# Semampir (Jepon)
Semampir is een bestuurslaag in het regentschap Blora van de provincie Midden-Java, Indonesië. Semampir telt 1759 inwoners (volkstelling 2010).